# Ermita de San Miguel (Grisén)
La ermita de San Miguel es una ermita situada a las afueras de la localidad zaragozana de Grisén (España). El templo, de estilo gótico, fue construido entre los siglos XIII y XIV, con fábrica de ladrillo y está encalado. Está dedicada a San Miguel Arcángel, uno de los patronos de la localidad.
Se trata de un edificio con una sola nave, de planta rectangular, dividida en cuatro tramos. Cuenta con arcos fajones apuntados, contrafuertes en el exterior, una espadaña de época más reciente y cubierta a dos aguas. La portada de acceso cuenta con un arco de medio punto.